# Nam Hải phong vân
Nam Hải phong vân (tiếng Trung: 南海风云; bính âm: Nánhǎi fēngyún; nghĩa đen 'Gió mây Nam Hải') là một bộ phim Trung Quốc do Trương Dũng Thủ và Cảnh Mộ Quỳ đồng đạo diễn, Lục Trụ Quốc viết kịch bản, lấy bối cảnh cuộc Hải chiến Hoàng Sa. Phim được xưởng phim Bát Nhất thuộc Quân Giải phóng Nhân dân Trung Quốc sản xuất năm 1976, vào cuối thời kỳ Cách mạng Văn hóa.

## Bối cảnh
Cuối thập niên 1960, Trung Quốc lao vào một cuộc Cách mạng Văn hóa. Tứ nhân bang lúc đó đang nổi lên giành ảnh hưởng. Giang Thanh, vợ của Mao Trạch Đông, lúc đó muốn sử dụng tranh chấp ở quần đảo Hoàng Sa (Trung Quốc gọi là Tây Sa) để kích động quần chúng. Năm 1970, bà từng đến đảo Hải Nam rồi ra lệnh tấn công các đảo mà quân lực Việt Nam Cộng hòa đang chiếm giữ, tuy nhiên lệnh bà không được chấp hành vì bà không có quyền.
Ngay sau cuộc hải chiến năm 1974, Giang Thanh đã lợi dụng cơ hội để tuyên truyền chính trị với người dân trong nước, đồng thời đánh bóng tên tuổi mình. Trên cương vị lãnh đạo bộ phận tuyên truyền nhà nước, bà đã chỉ thị tuyên truyền rằng Tây Sa là một bộ phận không thể tách rời của lãnh thổ Trung Quốc từ thời xa xưa. Bà đã cử Trương Vĩnh Mai đến quần đảo để chào đón các quân nhân đang đóng trên đảo; Trương cũng viết bài thơ "Tây Sa chi chiến" (tiếng Trung: 西沙之战; nghĩa đen 'Cuộc chiến Tây Sa') nhằm đề cao vai trò của Giang. Bà cũng yêu cầu nhà văn Hạo Nhiên viết tiểu thuyết Tây Sa nhi nữ (tiếng Trung: 西沙儿女; nghĩa đen 'Trai gái Tây Sa') một phần nói về xung đột trên quần đảo, với một đoạn được Bộ trưởng Văn hóa Vu Hội Vịnh yêu cầu đưa vào nhằm đề cao vai trò của Giang Thanh. Bà cũng cho tổ chức một cuộc triển lãm nhiếp ảnh hình ảnh trên đảo. Bộ phim Nam Hải phong vân cũng ra đời trong một phần của nỗ lực này. Vào thời điểm này, phần lớn các tác phẩm và bài báo của Trung Quốc nói về tranh chấp biển đảo đều hướng về khán giả và độc giả trong nước, do lúc đó Trung Quốc chưa muốn làm lớn chuyện tranh chấp trên phương diện quốc tế — theo Trung Quốc vào lúc đó chính quyền Hà Nội đang công nhận chủ quyền của Trung Quốc đối với các quần đảo.
Trong suốt 10 năm thời Cách mạng Văn hóa (1966-1976), chỉ có khoảng 70 bộ phim được phát hành tại Trung Quốc, trong đó hơn một nửa (36) là phim từ các nước xã hội chủ nghĩa anh em (Albania, Bắc Triều Tiên, và Việt Nam Dân chủ Cộng hòa).  Trong số còn lại 6 phim là phim làm lại, và 12 liên quan đến các ca kịch cách mạng.  Số phim nguyên tác do Trung Quốc sản xuất trong thời kỳ này rất hiếm và chịu rất nhiều chi phối từ Tứ nhân bang.

## Nội dung
Bộ phim nói về cuộc chiến đấu bảo vệ tổ quốc của nhân dân Trung Quốc và Quân Giải phóng Nhân dân Trung Quốc chống lại cuộc xâm lược của Hải quân Việt Nam Cộng hòa trên quần đảo Tây Sa vào năm 1974.
Trong thập niên 1960, tàu thuyền của Hải quân Việt Nam Cộng hòa thường xuyên quấy nhiễu khu vực Nam Hải. Một hôm, trong lúc gia đình Vu Hóa Long sinh sống ở quần đảo Tây Sa ra biển gặp phải tàu hiệu số 10 của Việt Nam Cộng hòa đang xâm phạm lãnh hải, nên đã tìm cách đối phó tàu xâm phạm. Thuyền của Vu Hóa Long đã bị tàu số 10 làm lật đổ, nhưng họ được hải quân và các ngư dân cứu vớt. Vu Hóa Long gia nhập hải quân và thăng tiến binh nghiệp.
10 năm sau, Vu Hóa Long đã trở thành hạm trưởng. Chính quyền Sài Gòn tiếp tục đưa tàu số 10 đến khu vực. Trong cuộc hải chiến với Hải quân Việt Nam Cộng hòa, gia đình của Vu Hóa Long được đoàn tụ — cha anh chính là thuyền trưởng của tàu đánh cá, còn em gái của anh cũng quản lý thuyền. Ba người đã tham gia cuộc hải chiến giành lại lãnh thổ tổ quốc. Sau hải chiến, quân đội và nhân dân cùng nhau sửa chữa tàu bị bắn. Quân Trung Quốc giành lại được đảo Điềm Thủy (tức đảo Cam Tuyền) và giết chết hạm trưởng tàu số 10. Cuối cùng cờ đỏ năm sao tung bay phấp phới trên đảo.

## Sản xuất

### Kịch bản
Ngay sau khi Hải chiến Hoàng Sa kết thúc năm 1974, nhà biên kịch Lục Trụ Quốc đã được giao nhiệm vụ đi phỏng vấn tại đảo để đưa câu chuyện hải chiến lên màn ảnh. Từ xưởng phim Bát Nhất, ông phải đi tàu lửa đến Trạm Giang, rồi theo Hạm đội Nam Hải ra Căn cứ hải quân Tam Á, rồi từ đó theo tàu cung cấp nước ngọt ra đảo Vĩnh Hưng để phỏng vấn quân nhân và nhân dân trên đảo. Trong chuyến đi ra đảo, ông đã gặp sóng gió lớn, khiến ông và nhiều người trên thuyền phải nôn mửa. Theo Lục, các chi tiết trong phim được trung thực và cảm động là nhờ ông phỏng vấn các nhân chứng ngay trên đảo và tình hình thật sự trong trận chiến đã được thể hiện trong bộ phim. Điều thú vị nhất mà ông biết được qua phỏng vấn là khi Hải quân Việt Nam Cộng hòa đầu hàng Hải quân Quân Giải phóng Nhân dân Trung Quốc, họ không có cờ trắng nên đã vẫy bộ quần trắng để đầu hàng. Việc này đã khiến quân Trung Quốc càng tức giận.
Lục đã ở lại trên đảo khoảng một tuần để phỏng vấn, rồi trở về Tam Á để chuẩn bị viết kịch bản. Kịch bản được hoàn tất trong hơn 10 ngày với tên gọi ban đầu là "Phi tường ba, hải yến!" (tiếng Trung: 飞翔吧，海燕!; nghĩa đen 'Bay lượn đi', 'hải yến!'). Sau này, giới lãnh đạo của xưởng phim đổi lại thành Nam Hải phong vân.

### Quay phim
Đoàn làm phim theo chân Lục Trụ Quốc để đến đảo Vĩnh Hưng quay phim. Năm 1976, có hai phim được quay cùng lúc tại đó, là Tây Sa nhi nữ và Nam Hải phong vân.  Hai đoàn làm phim đã đến quần đảo vào cuối năm 1975, rồi sử dụng chung tòa nhà chính ở đảo. Trong lúc đang quay ở đảo, đoàn nghe tin Chu Ân Lai qua đời nhưng vẫn tiếp tục quay, đến mùa hè thì xong và trở lại Bắc Kinh cho khâu hậu kỳ. Trong khi đó, đoàn phim Tây Sa nhi nữ chưa quay xong đã phải giải thể do bị thẩm tra khi Tứ nhân bang bị hạ bệ nên phim phải bị hủy.
Thái Kế Vị là người phụ trách quay phim. Nhiều phân cảnh trong phim được quay với sự hợp tác của Hạm đội Nam Hải, nhất là cảnh hải chiến và cảnh trên tàu. Một cảnh quay tàu đổ bộ lên đảo khi đem về lại Bắc Kinh để in âm bản cho phim thì gặp lỗi nên phải hủy bỏ phân cảnh này.
Hầu hết các phân cảnh trong phim đều được quay trên đảo, kể cả cảnh quay các trận đánh, tập trận và cảnh trên tàu, trừ một ngoại lệ là cảnh quay hoàng hôn. Đoàn phim tốn 7-8 ngày quay tại Vịnh Thanh Lan ở Văn Xương nằm cực Đông đảo Hải Nam mới lấy được cảnh vừa ý.

### Phân vai
- Đường Quốc Cường vai Vu Hóa Long
- Trương Dũng Thủ vai Lương Sùng Hải
- Cao Bảo Thành vai A Bả (Cha)
- Hồng Học Mẫn vai A Muội (Em gái)
- Vu Thuần Miên vai Thủ trưởng lục quân
- Lưu Long vai hạm trưởng tàu HQ-10 Nhật Tảo của Hải quân Việt Nam Cộng hòa[15]

Đạo diễn Trương Dũng Thủ cũng thủ một vai chính trong phim. Đây là vai diễn điện ảnh đầu tiên của Đường Quốc Cường kể từ khi ông tham gia hãng phim Bát Nhất. Diễn viên Lưu Hiểu Khánh đáng lẽ cũng tham gia phim này với vai chị hoặc em của nhân vật do Đường Quốc Cường thủ vai, nhưng do bà lúc đó được giao nhiệm vụ đóng phim Nam Hải trường thành của hãng (cũng quay tại Hải Nam) nên không thể tham gia.  Sau này Đường và Lưu đóng chung trong phim Tiểu hoa (1979), cũng trong vai anh em.

## Phát hành
Đêm trước ngày dự kiến ra mắt xảy ra trận Động đất Đường Sơn khiến cho buổi ra mắt bị hoãn.

## Đánh giá
Trận hải chiến Hoàng Sa là lần đầu tiên tàu chiến Cộng hòa Nhân dân Trung Hoa đã đối đầu với hải quân ngoại quốc từ khi được thành lập và được xem là một chiến công vẻ vang trong lịch sử hải quân Trung Quốc. Nam Hải phong vân có ý nghĩa giáo dục và tác dụng cổ vũ, nhất là đối với giới trẻ Trung Quốc. Qua sự trưởng thành của nhân vật Vu Hóa Long, bộ phim được cho là đã biểu hiện "lòng yêu nước và cách mạng anh hùng của quân dân ta trong công cuộc bảo vệ các đảo trên Nam Hải của tổ quốc." Vì thế, bộ phim này thường được chiếu trong các hoạt động truyền bá chủ nghĩa ái quốc. Chính quyền thành phố Tam Sa thành lập trên quần đảo cũng tổ chức những buổi chiếu phim trong các hoạt động giáo dục đảng viên và cán bộ thành phố.

## Nhạc phim
Bài hát chủ đề của phim, "Tây Sa, ngã khả ái đích gia hương" (tiếng Trung: 西沙，我可爱的家乡; nghĩa đen 'Tây Sa', 'quê hương đáng yêu của tôi'), trở nên thịnh hành và trở thành một bài hát ái quốc ở Trung Quốc.  Bài hát được nhà soạn nhạc quân đội Lữ Viễn sáng tác và do các ca sĩ Lữ Văn Khoa và Biện Tiểu Trinh thể hiện. Theo Lữ Viễn, ông đã đến tỉnh Hải Nam ba lần để hoàn tất bài hát, lần đầu là đến Tây Sa ngay sau trận hải chiến để phỏng vấn các nhân chứng trong trận đánh.